# Gârlița
Gârlița – wieś w Rumunii, w okręgu Konstanca, w gminie Ostrov. W 2011 roku liczyła 335 mieszkańców.